# Exochus collaborator
Exochus collaborator là một loài tò vò trong họ Ichneumonidae.